# Flauta o gaita rociera
La flauta rociera és la flauta de tres forats de Huelva i Andalusia, un instrument de vent de fusta, que sempre va acompanyat pel tambor o tamboril, instrument de percussió que també gaudeix d'unes característiques pròpies en la província de Huelva.
A aquesta flauta de tres forats de Huelva també se l'anomena gaita, flauta, gaita rociera o fins i tot pito rociero.
Flauta i Gaita
A Huelva, en tota la província, s'ha denominat a aquest instrument inicialment com a flauta o gaita i així se li segueix anomenant.
Aquests dos termes, flauta i gaita, són els més utilitzats en les diferents localitats de la província de Huelva, fins i tot en l'àmbit de la pròpia Romeria del Rocío.
Flauta rociera i Gaita rociera
La seva presència habitual i continuada en les romeries i particularment en la Romeria del Rocío, va fer que se li comencés a cridar flauta rociera i gaita rociera.
Pito o Pito rociero
Entre aquestes flautes i gaites havia algunes que tenien un so més agut, que aconseguien sons més alts del comú en elles i se'ls anomena llavors pito i pito rociero. No obstant això, aquests sons més aguts avui poden obtenir-se també a la resta de flautes i gaites, però no per això han de denominar pitos, terme aquest menys utilitzat en la província de Huelva.
Flauta y tamboril
Per anar acompanyada sempre de la seva inseparable tamboril o tambor, al músic que toca la flauta i el tamboril se li ha vingut anomenant tamborilero i de vegades, amb bastant freqüència en èpoques passades, tamboril, com queda constatat en les fonts documentals que es conserven almenys des del segle xvii. I també se li denomina tamboril al conjunt de tots dos instruments.
En ple segle xxi, continuen realitzant la seva funció com a mínim a la província de Huelva, en quantitat de celebracions i festes, com ara Creus de Maig, romeritos, albades, festes patronals, danses rituals (d'espases, pals, garrots, cascabeleros, etc. .), desfilades processionals i comitives, romeries, etc., etc., i en les més variades localitats d'aquesta província i de la resta d'Andalusia (per la seva relació amb la Romeria del Rocío).